# Pereklička
Pereklička (Перекличка) è un film del 1965 diretto da Daniil Jakovlevič Chrabrovickij.